# 艾迪·墨菲
艾迪·墨菲（1961年4月3日—），美國喜劇男演員、歌手和电影演员。本名為爱德华·里根·墨菲（英語：Edward Regan Murphy），出生于纽约布鲁克林。
墨菲在16岁就开始了他的喜剧演员生涯。19岁时，就在他从罗斯福中学毕业后不久，他成为了NBC电视台的电视节目《週末夜現場》（美国名人智力竞答搞笑娱乐节目）的一个演员。他演过的角色包括模仿弗莱德·罗杰丝以及电影《小淘气》里的角色巴克韦特。墨菲在1983－1984演出季度中途退出了演出，在该季度余下的时间内出现在电影速写中。
之后，墨菲在许多喜剧电影中演出，包括《比佛利山警探》，他因此片而获得金球奖最佳喜剧男演员。其他演出的电影还包括接下来几年的《你整我，我整你》和《来去美国》。
他是一个著名的配音员，曾经为电影《史瑞克》系列里的驴子配音，也为迪士尼电影《花木兰》中为“木须”配音。墨菲也出演了许多的电影续集，包括1987年的《轰天雷》、1990年的《48小時闖天關》、1994年的《霹靂炮》、2001年《怪医杜立德2》和2000年《隨身變2》。他在的许多电影当中，除了出演主角之外还扮演了许多配角。一个例子是《隨身變》，翻拍当年裘利·路易的电影。墨菲在其中扮演了克乐普家庭的许多成员，以及薜曼克乐普的知己，巴迪·劳夫。另外墨菲的一个招牌动作就是他那深沉，有感染力，但又有点傻气的笑容。
在2005年的寻找“喜剧演员的喜剧演员”投票中，墨菲被年轻喜剧演员和其他喜剧界人士选为有史以来最伟大的50名喜剧演员之一。艾迪·墨菲的哥哥，查理·墨菲，也是一个演员，最近因为《查普尔的演出》而出名。
2016年，墨菲贏得了好萊塢職業成就獎。2023年在第80届金球奖上獲得塞西尔·B·德米尔奖。

## 早期生活
墨菲的生父在他很小的时候就去世了。艾迪·墨菲、他哥哥查理·墨菲、还有属于K9说唱组的继兄小弗农，都是被身为电话公司雇员的妈妈莉莲·墨菲以及身为Breyers冰淇淋公司工头继父弗农·林奇抚养大的。墨菲被认为是一个聪明的儿童，但他花费了大量的时间在印象和单口说笑的喜剧剧目上，而不是在学习上。15岁的时候，他已经开始创作和演出他自己的剧目，通常在青年中心，本地酒吧或者罗斯福中学的礼堂裡。必须说明的是在那时候，他写作和演出的剧本糟透了。一开始，舆论通常把墨菲称为“永不会有成就的无用表演者”。渐渐的，他成功的在曼哈顿的某个地方亮相，那就是The Comic Strip。这个俱乐部的合伙人，罗伯特·华什和理查德·廷肯，深深的被墨菲对声名的感悟和他的人生观所打动。因此他们俩决定负责墨菲的职业生涯。
墨菲在就读罗斯福中学的时候被选为“最受欢迎的人”，因为他在学校礼堂里表演的单口说笑的喜剧剧目，以及他在午餐时给同学们讲的笑话。然后，在他开始他的演员生涯之前，墨菲进入了纽约州东花园市的拿骚社区大学。

## 脫口秀的喜剧剧目
墨菲在羅賓·威廉斯和琥碧·戈柏（当时还在以其真实姓名卡林·约翰逊进行演出）同在的湾区喜剧俱乐部里表演脫口秀的喜剧。他的早期喜剧活泼而生动，和被他誉为带给他喜剧灵感的理查德·波依尔的风格类似。虽然波依尔在他的自传中写道他总是觉得墨菲的戏剧太过做作，但是由于被人形容成经常骂脏话和以同性恋，歌手和其他人来取乐，墨菲在某种意义上成为80年代的波依尔。墨菲在他的脫口秀的喜剧中关于同性恋和艾滋病的评论被认为是非常恶毒的，以致于几年之后他要为此而道歉。在他最受欢迎的时期，墨菲出现在《艾迪·墨菲：发狂》（1983年）和《野马秀》（1987年）这两部音乐电影中。“发狂”包括了一个不出名的喜剧片段，墨菲在其中饰演《蜜月伴侣》中的人物拉夫·克兰登以及埃德·诺顿，以及其他著名的角色例如同性恋T先生。在1983年，墨菲凭借他的喜剧专辑“喜剧演员”获得格莱美奖。

## 《週末夜現場》
1980年秋天，当时还未出名的19岁的墨菲纠缠和乞求有才华的协调员内尔·利维给他一个演出的机会。利维以演出人员已满为由拒绝了他好几次，但是墨菲继续恳求利维，说他有好几个兄弟姐妹借钱给他以实现他出镜的愿望。利维最后让步了，并给墨菲一个试听的机会。这场试听演出非常成功，因此内尔·利维开始主张新的执行制片人琼·道曼尼安（她在1979－1980季度之后接替洛恩·迈克尔斯的位置）让墨菲参加演出。道曼尼安一开始拒绝，理由是另一个演员罗伯特·汤塞德已经被定为将要出演“无关紧要的黑小子”的角色，同时演出拮据的预算也无法让更多的演员加入。道曼尼安的想法在她看到墨菲试听她自己的演出之后发生改变，在这之后道曼尼安也开始恳求电视网络允许墨菲演出。NBC最终在确定汤塞德还没有签下合同的时候才同意，此时墨菲作为一个客串演员参与演出。
墨菲在麥坎·邁道爾主持的1980－1981季度的第二部作品中完成了他的处女演出。他是作为小喜剧“寻找黑人[共和主义]者”中的一个额外角色出现的。两周之后，墨菲在“周末更新”中以拉希姆·阿卜杜·穆哈姆德作为他的第一个演讲角色。他给人留下了很深刻的印象，因此后来他在后续作品中的出镜的次数越来越多，也很快成为全职演员。
如果不考虑墨菲的参与，1980－1981季度可以被称为一个灾难，因为NBC解雇了琼·道曼尼安和剧组中的所有人，唯独除了墨菲和乔·皮斯柯波。因为墨菲在道曼尼安在位的时候很少客串演出，因此他在道曼尼安的接替者，迪克·埃本索上任之后，成为了一颗闪耀的新星。墨菲直线上升的人气帮助这个节目重新获得高的了[尼尔森]指数。他还创造了一些当时最好的角色，包括前童星比利·汤姆斯以及和原物一样大小的的Gumby玩具角色。墨菲扮演了一把怪诞的史提夫·汪达（他出现在一个虚假的佳能相机广告中）。《週末夜現場》在1981到1983年间几乎是一个两人节目，由墨菲和皮斯柯波扮演一系列的重要人物。其他所有的剧组成员都只是当配角，因此遭到制作人非常没耐心的对待。

## 在《週末夜現場》之后的生涯
1982年，墨菲第一次出现在银幕上，那就是与尼克·诺特一起主演的罪案片《48小时》。这部电影有两个片段很值得回味：第一个片段是有一幕墨菲因为要和尼克打赌，威胁一间“红脖子”酒吧的情節。第二个片段是墨菲在一间囚室内一边用耳机听着一边唱The Police的Roxanne，并且还走音。
《48小时》在1982年圣诞期间被首次推出的时候，被证明是一个重量级的作品。是該片被認為是「警察搭檔」類型中的先驅之一，冒险动作片的套路的始祖，且被之后的许多电影例如《致命武器》、《绝地战警》以及《尖峰时刻》等所追随。
尼克·诺特按原计划本來是要主持《週末夜現場》的1982圣诞节部分時段，也就是12月11日。但是他因为病而不能主持，因此墨菲接过了他的工作。墨菲成为唯一一个既是剧组演员又是主持人的人。在这个节目的开场，墨菲说道：“纽约实况，这是艾迪·墨菲的演出！”让墨菲来主持的决定后来被发现让剧组的其他人很烦恼。
接下来的一年，墨菲与年轻的“週末夜現場”校友丹·阿克罗伊德搭档演出了《交易所》。这部电影也成为墨菲与导演约翰·兰迪斯（他执导了墨菲演出的《来到美国》和《妙探出更3》）的首部合作电影。它也被证明成为比《48小时》更成功的票房灵丹。
1983年，墨菲出演了百万票房奇迹的《比佛利山警探》。这部电影，很戲劇性地由墨菲演出自己第一次完全成型的电影，因为该电影本来计划由西尔维斯特·史泰龙出演。
《比佛利山警探》获得了超过2亿美元的票房收入（也因此奠定了墨菲作为票房的信心保证），就算考虑通货膨胀因素，它也在2005年荣获40部最高票房收入的电影之一 （页面存档备份，存于）。
同在1984年，墨菲出现在电影《最佳防卫》中，与达德利·穆尔共同主演。墨菲作为“特别嘉宾”在电影最初完成的版本试映时受到观众恶评之后才被加入到影片中。《最佳防卫》是一部令舆论与市场失望的电影，但是墨菲是其中最少受指责的部分，因为整个电影的重心没有落在他的肩上。当墨菲主持“週末夜現場”的时候，他加入到诋毁《最佳防卫》的队伍当中，并称这部电影为“有史以来最差的电影”。
与此同时，他也指出“如果他们付钱让你对他们付钱让我做的‘最佳防卫’作‘最佳防卫’，那你们都会完成‘最佳防卫’。”
据传言，艾迪·墨菲最开始是一些受欢迎电影的参演人员之一，例如《捉鬼敢死队》（由墨菲在《交易所》里的搭档丹·阿克罗伊德和年轻的“週末夜現場”校友比尔·莫瑞出演）。本来创作时打算以墨菲为对象的角色最终让俄尼·哈德森出演。墨菲也被传原本有份参加1986年电影《星空奇遇记4：回到地球》的演出，但是最后这个角色落入《第七天堂》的主演凯瑟琳·希克斯手中。
也是在1986年，墨菲出演了一部超自然的喜剧《金童子》。这部电影本来是计划让梅尔·吉布森来主演的一部严肃电影。但是随着吉布森拒绝演出之后，这个角色就让给了墨菲。也因此，剧本被重写而带有部分喜剧色彩。虽然《金童子》也还算得上是一部大作（一些令人回味的点滴，例如墨菲的“我要这把刀”段子），但它并不如《48小时》、《交易所》和《比佛利山警探》那样受好评。《金童子》被认为是墨菲步调的一种改变，因为其超自然的基调与墨菲之前“街头智慧”的格调正好相反。
一年之后，墨菲在《比佛利山警探2》中再度出演他的角色“艾思豪·佛利”。虽然这部电影不如它的前一集那般受好评（《比佛利山警探2》因为其卑鄙下流的基调和总的结构而遭到舆论抨击），但是也算是一部票房冠军电影，因其总共收入了150万美元以上的票房。据报道，制片人曾经想要将“比佛利山警探”和约转成一个每周的电视剧集。墨菲拒绝了这个电视剧的邀请，但是却愿意接拍电影的续集。
艾迪·墨菲是最后一批与制片厂签订独占协议的电影演员之一。在这里，派拉蒙电影公司发行了墨菲所有的早期电影。

## 歌唱生涯
墨菲同时也是一个歌手，并且在80年代有两首畅销歌曲：“一直聚会吧！”（由里克·詹姆斯制作）以及“把你的嘴凑上来”。前者比后者更加出名，也因此被人误认为是墨菲唯一的畅销歌。2004年，VH-1和Blender投票将“一直聚会吧”选为“五十首最差的歌曲”第七位。
墨菲在90年代初期也录制了一张唱片，名字叫做“Love's Alright”。在这张专辑中他与迈克尔·杰克逊一起出演了歌曲“你怎么了”的影片。在1999年，由墨菲和杰克逊在一个色彩鲜艳的梦幻般的世界里表演的这个MTV被评为MTV时代最差的25个音乐电视之一。墨菲还与沙巴·兰克斯录制了一首二重唱“我是王”，但也同样受到批评。1992年，墨菲还与魔术师约翰逊和伊曼·阿卜杜勒马吉德出现在迈克尔·杰克逊的“Remember the Time”影片中。在1994年的时候，墨菲曾经尝试与英国“艺术家与曲目”（A&R）顾问西蒙-科威尔作一笔交易。后者当时已经和辛妮塔，战队和Zig and Zag等签约，但是后来逐渐都退出了。
虽然没有留名，但墨菲也为“週末夜現場”的剧组同伴乔·皮斯柯波的畅销喜剧单曲“The Honeymooners Rap”配音。皮斯柯波在歌曲中模仿杰克·格里森，而墨菲则是扮演阿特·卡尼。
墨菲的歌唱技巧被很好的用在《史瑞克》系列电影中。在第一集里，他演唱了电影终场的“我是一个信徒”。在《史瑞克2》中，他与安东尼奥·班德拉斯一道演唱了瑞奇·馬丁的畅销曲“Livin' La Vida Loca”。

## 职业生涯低谷
从1989年直到1990年代中期，墨菲出演的电影票房下跌，特别是《比佛利山警探3》、《布鲁克林的吸血鬼》，以及《滑头绅士闯通关》，即使他的电影《偷心情圣》还有《另一个48小时》还算成功。他执导的第一部电影《哈林夜总会》，被舆论还有电影中的部分演员批评。理查德·普莱尔对于这部电影以及演员没有什么好评，这让墨菲很诧异，因为他曾经视普莱尔为偶像。墨菲也因为没有利用他的演艺事业高度为黑人演员打入电影圈而被电影制片人斯派克·李责难。
大卫·斯派德在他的“週末夜現場”的节目片断“好莱坞时间”里，拿墨菲的事业低谷逗乐。当墨菲的照片在屏幕上出现时，斯派德说：“看吧，孩子们，一颗坠落的流星，快，许个愿吧！”。虽然墨菲算是“週末夜現場”有史以来培养出的最有影响的电影明星，但他从没有参加过任何剧组的聚会，周年庆典，甚至连《来自纽约现场》的回忆录撰写也没有参加。一些人相信墨菲觉得“週末夜現場”因为斯派德的言论而背叛了他（虽然他在斯派德发言之前的第15次周年庆典就已经缺席了）。另外一些人相信是墨菲对于洛恩·迈克尔斯不够忠诚。因为当墨菲在“週末夜現場”的时候是迪克·艾伯索尔在做执行制片人，而不是迈克尔斯。

## 回归与形象改变
墨菲的票房成绩在1996年开始回复，由《肥佬教授》开始。之后他又陆续参与了一系列适合全家的电影，例如《花木兰》、《怪医杜立德》和其续集，《史瑞克》和其续集，《老爸托儿所》，以及《幽灵鬼屋》，还有《肥佬教授2》。墨菲的大部分针对成人的电影都不是畅销之作，例如《摇钱树》、《轰天妙探》、《玩转月球》、《我是间谍》以及《做秀时刻》。
1997年5月2日，洛杉矶县州长的代表正在圣塔莫尼卡大道的“卖淫治理区域”巡视的时候，截停了墨菲的轿车，并且在车内乘客席找到一个名叫赛于莉（Atisone Seiuli （页面存档备份，存于））的跨性别妓女。墨菲声称他只是刚刚驾车路过，而这个妓女叫他载上一程。这个事件之后被蒂姆·梅多斯在“週末夜現場”节目中所讽刺。这个特别的小品，连同大卫·斯派德之前的评论，让“週末夜現場”和墨菲之前产生了更大的间隙。赛于莉之后写下并将这个所谓的于墨菲的性接触故事卖给一家小报。赛于莉在1998年由于从15楼高的窗口堕下而去世。
墨菲在1988年美国有色人种进步国家协会图片奖的演出时遇到尼可·米切尔之后与她开始了一段长期的风流关系。他们同居了1年半之后于1993年3月18日在纽约的广场大酒店的豪华舞厅举行婚礼。他们一共有5个孩子，但是在2005年八月米切尔申请离婚，理由是“不可协调的差异”。离婚最终在2006年4月17日生效。

## 作品列表

### 電影
| 年份 | 標題                            | 角色 | 附註                     |
| ---- | ------------------------------- | --- | ------------------------ |
| 1982 | 《48小時》                      | Reggie Hammond |                          |
| 1983 | 《你整我，我整你》              | Billy Ray Valentine |                          |
| 1984 | 《兵來將擋》                    | Lieutenant T.M. Landry |                          |
| 1984 | 《比佛利山超級警探》            | 艾索·福里警探 |                          |
| 1986 | 《橫掃千軍》                    | Chandler Jarrell |                          |
| 1987 | 《比佛利山超級警探2：轟天雷》   | 艾索·福里警探 | 兼故事                   |
| 1987 | 《野馬秀》                      | 他自己 | 脫口秀電影               |
| 1988 | 《來去美國》                    | Prince Akeem Joffer / Clarence / Randy Watson / Saul                                                                                                  | 兼故事                   |
| 1989 | 《哈林夜總會》                  | Vernest "Quick" Brown | 兼導演、編劇和執行製片人 |
| 1990 | 《48小時闖天關》                | Reggie Hammond | 兼故事                   |
| 1992 | 《花心大少闖情關》              | Marcus Graham | 兼故事                   |
| 1992 | 《滑頭紳士闖通關》              | Thomas Jefferson Johnson |                          |
| 1994 | 《霹靂炮》                      | 艾索·福里警探 |                          |
| 1995 | 《我吸我吸我吸吸吸》            | Maximillian / Preacher Pauly / Guido | 兼故事和監製             |
| 1996 | 《隨身變》                      | 謝爾曼·克蘭普教授 / Buddy Love / Lance Perkins / Cletus 'Papa' Klump / Anna Pearl 'Mama' Jensen Klump / Ida Mae 'Granny' Jensen / Ernie Klump, Sr.    |                          |
| 1997 | 《超級警探》                    | Insp. Scott Roper |                          |
| 1998 | 《花木兰》                      | 木須龍 | 配音                     |
| 1998 | 《怪医杜立德》                  | 杜立德醫生 |                          |
| 1998 | 《搖錢樹》                      | G |                          |
| 1999 | 《傲笑江湖》                    | Rayford "Ray" Gibson | 兼故事和監製             |
| 1999 | 《大製騙家》                    | Kit Ramsey / Jiffrenson "Jiff" Ramsey |                          |
| 2000 | 《隨身變2：我們才是一家人》     | 謝爾曼·克蘭普教授 / Buddy Love / Papa Cletus Klump / Young Papa Cletus Klump / Ernie Klump Sr. / Mama Anna Klump / Grandma Ida Jenson / Lance Perkins | 兼執行製片人             |
| 2001 | 《史瑞克》                      | 驢子 | 配音                     |
| 2001 | 《怪醫杜立德2》                 | 杜立德醫生 |                          |
| 2002 | 《好戲上場》                    | Officer Trey Sellers |                          |
| 2002 | 《星際冒險王》                  | Pluto Nash / Rex Crater |                          |
| 2002 | 《金牌間諜》                    | Kelly Robinson |                          |
| 2003 | 《奶爸安親班》                  | Charles "Charlie" Hinton |                          |
| 2003 | 《鬼屋》                        | Jim Evers |                          |
| 2004 | 《史瑞克2》                     | 驢子 | 配音                     |
| 2006 | 《夢幻女郎》                    | James 'Thunder' Early |                          |
| 2007 | 《糯米正傳》                    | Norbit Rice / Rasputia Latimore-Rice / Mr. Wong | 兼編劇和監製             |
| 2007 | 《史瑞克三世》                  | 驢子 | 配音                     |
| 2008 | 《大哥號玩轉地球》              | Dave Ming Chang / The Captain (Number 1) |                          |
| 2009 | 《天才神算》                    | Evan Danielson |                          |
| 2010 | 《史瑞克快樂4神仙》             | 驢子 | 配音                     |
| 2011 | 《劏樓大盜》                    | Darnell "Slide" Davis |                          |
| 2012 | 《千言勿語》                    | Jack McCall |                          |
| 2016 | 《丘奇先生》                    | Henry Joseph Church |                          |
| 2019 | 《我叫多麥特》                  | 魯迪·瑞·摩爾 | 兼監製                   |
| 2021 | 《來去美國2》                   | King Akeem Joffer / Clarence / Randy Watson / Saul | 兼故事和監製             |
| 2023 | 《你們這些人》                  | Akbar Mohammed |                          |
| 2023 | 《拐杖糖巷》                    | Chris Carver | 兼監製                   |
| 2024 | 《比佛利山超級警探：艾索·福里》 | 艾索·福里警探 | 兼監製                   |
| 2025 | 《玩命情劫》                    | Russell Pierce | 兼監製                   |
| 2026 | 《史瑞克5》                     | 驢子 | 配音                     |

### 電視
| 年份             | 標題                                                    | 角色                    | 附註                   |
| ---------------- | ------------------------------------------------------- | ----------------------- | ---------------------- |
| 1980–1984        | 《週六夜現場》                                          | 他自己                  | 64集；兼編劇           |
| 1980、1984、2019 | 《週六夜現場》                                          | 他自己（主持人）        | 3集                    |
| 1983             | 《艾迪·墨菲：精神錯亂》                                 | 他自己                  | 脫口秀特別節目         |
| 1988             | 《完全米妮》                                            | 他自己                  | 未掛名                 |
| 1989             | 《艾倫在看什麼？》                                      | Protester / James Brown | 電視特輯               |
| 1991             | 《皇室家族》                                            | －                      | 創作者和執行製片人     |
| 1993             | 《危险之旅：短片》                                      | 古埃及法老王            | 〈銘記那時刻〉MV       |
| 1999–2001        | 《The PJs》                                             | Thurgood Stubbs         | 配音                   |
| 2004             | 《狮王的荣耀》                                          | 驢子                    | 配音                   |
| 2007             | 《史瑞克過聖誕》                                        | 驢子                    | 電視特輯；配音         |
| 2010             | 《史萊克聖誕特輯：驢子的聖誕歌舞秀》                    | 驢子                    | 電視特輯；配音         |
| 2012             | 《艾迪·墨菲：只有一晚》（Eddie Murphy: One Night Only） | 他自己                  | 電視特輯               |
| 2013             | 《比佛利山超級警探》（Beverly Hills Cop）               | 艾索·福里警探           | 未執行電視試播         |
| 2019             | 《諧星乘車買咖啡》                                      | 他自己                  | 單集：〈Eddie Murphy〉 |